# Alexei Iwanowitsch Jekimow

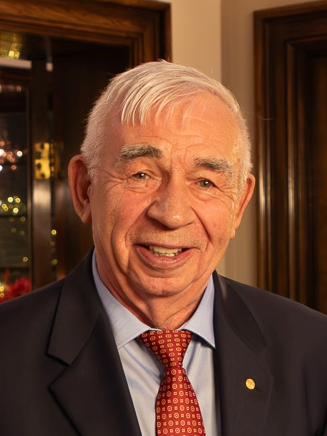
Alexei Iwanowitsch Jekimow (2023)

Alexei Iwanowitsch Jekimow (russisch Алексей Иванович Екимов, auch als Aleksei Ekimov transkribiert; * 28. Februar 1945) ist ein sowjetischer und russischer Physiker. 2023 erhielt er den Nobelpreis für Chemie.

## Forschung
Ende der 1970er-Jahre untersuchte Jekimov die Farbbildung von mit Halbleitern dotierten Gläsern. Dabei entdeckte er nanoskalige Halbleiter-Kristalle, die Licht bei geringeren Wellenlängen absorbieren konnten als erwartet. Gemeinsam mit seinem Kollegen Alexander Efros am Physikalisch Technischen Institut Joffe in Leningrad konnte er nachweisen, dass die Größe dieser sogenannten Quantenpunkte maßgeblich für deren optische Eigenschaften verantwortlich ist. Etwa zur gleichen Zeit arbeite Louis Brus in den Bell Labs daran, wie sich die Größe dieser kolloidalen Halbleiter-Nanokristalle beeinflussen lässt. Nach fast drei Jahrzehnten Forschung wurden Anfang der 2010er-Jahre erstmal kommerzielle Anwendungen der Quantenpunkte vorgestellt.
Jekimow erhielt 1974 den Ph.D. und den Doktor für Physik am Physikalisch Technischen Institut Joffe in Leningrad, Russland. Er ist Inhaber einiger Patente.
Seit 1999 lebt Jekimov in den USA und arbeitet bei einer privaten Firma. Er ist wissenschaftlicher Leiter des US-Unternehmens Nanocrystals Technology.
2023 erhielt er mit Moungi Bawendi und Louis Brus den Nobelpreis für Chemie. Honoriert wurde ihre Leistung für die Entdeckung und Synthese von Quantenpunkten.

## Ehrungen
- 1975: Staatspreis der UdSSR in Physik und Technologie
- 2006: Alexander-von-Humboldt-Preis für seine Arbeiten an Quantenpunkten
- 2006: R. W. Wood Prize zusammen mit Louis Brus und Alexander Efros
- 2023: Nobelpreis für Chemie